# Ołena Szchumowa
Ołena Szchumowa (ur. 24 listopada 1993 we Lwowie) – ukraińska saneczkarka.
Wystąpiła na Zimowych Igrzyskach Olimpijskich 2014 w jedynkach. Zajęła 31. miejsce. Brała także udział w rywalizacji drużynowej, podczas której Ukraina zajęła 11. miejsce. Pojawiła się na Mistrzostwach Świata 2013 w Whistler, ale nie ukończyła rywalizacji.